# Victoria 5
Victoria 5 — кинопроектор компании Cinemeccanica, предназначенный для демонстрации фильмов на стандартной 35-мм киноплёнке. Ёмкость бобин от 1800 до 3000 метров. Ксеноновая лампа мощностью от 0,5 кВт до 7 кВт. Снабжён датчиком перехода с поста на пост и перемоточным механизмом. В комплектации с лампами от 4 кВт применяется водяное охлаждение.
Разработан и запущен в производство в 1975 году.

## Приводной механизм
В проекторе используется трёхфазный низкооборотный двигатель, который передаёт вращение с помощью двух зубчатых ремней на мальтийский механизм и зубчатые барабаны. Это наиболее простая и лёгкая в обслуживании конструкция.

## Лентопротяжный тракт
Фильмовый канал имеет отдельные регулировки на входе и выходе, что позволяет добиться высокой точности настройки. В нём располагается сменная кадровая рамка, позволяющая выбирать один из трёх форматов: обычный, широкоэкранный или кашетированный.

## Осветительно-проекционная система
Двухлопастный обтюратор снабжен дополнительными лопастями.
Проектор снабжается двух- или трёхобъективной ручной или автоматической поворотной турелью.

## Звукочитающая система
Гладкий барабан стабилизатора скорости соединён с массивным маховиком и масляным амортизатором.